# Коз (река)
Коз (также Козы, Безлы-Давры, Биюк-Узень, Капкалы, Элтиген-су; укр. Коз; крымскотат. Qoz, Къоз) — маловодная река на юго-восточном берегу Крыма, на территории городского округа Судак. Длина водотока 8,0 километра, площадь водосборного бассейна — 22,3 км².

## Название
На карте 1817 года генерал-майора Мухина река подписана, как Капкалы, на карте южного Крыма из сборника Петра Кеппена 1836 года — Элтиген-су, на карте 1842 года названа Безлы-Давры. В «Списке населённых мест Таврической губернии по сведениям 1864 года» деревня Коз записана, как находящаяся при ручье Касане. Николай Рухлов, в труде «Обзор речных долин горной части Крыма» 1915 года, наряду с Коз чаще употребляет название Биюк-Узень. В работе Августа Олиферова и Зинаиды Тимченко «Реки и Озёра Крыма» применяются варианты Безлы-Давры и Козы и, наконец, в справочнике «Поверхностные водные объекты Крыма» фигурируют Коз, Козы и Безлы-Давры.

## География
Река начинается на западном склоне горного массива Эчки-Даг слиянием двух балок на высоте 300 м над уровнем моря, Рухлов считал истоком родник Эльтиген-чокрак (в «Энциклопедии Судак» указан источник Манджил-Чешме, но это, видимо, ошибка — родник находится в другом месте). Река (вместе с балкой Менэрли-Узень) образует Козскую долину, покрытую небольшими изолированными холмами высотой 20—30 м, разделёнными балками и оврагами, с древнейших времён занятая виноградниками. У Коз, согласно справочнику «Поверхностные водные объекты Крыма», 4 безымянных притока, Николай Рухлов перечисляет некоторые из них, все правые овраги — Караул-Каши, Аджи-су-Эчи и Куэнташ-Узень (с притоком Каян-Арды).
Коз впадает в Чёрное море у подножия хребта Караул-Карш в селе Солнечная Долина, водоохранная зона реки установлена в 50 м.